# Camillina europaea
Camillina europaea är en spindelart som beskrevs av Raymond Comte de Dalmas 1922. Camillina europaea ingår i släktet Camillina och familjen plattbuksspindlar.
Artens utbredningsområde är Italien. Inga underarter finns listade.